# NGC 3146
NGC 3146 est une galaxie spirale intermédiaire située dans la constellation de l'Hydre. NGC 3146 a été découverte par l'astronome américain Ormond Stone en 1886.

## Caractéristiques
Sa vitesse par rapport au fond diffus cosmologique est de 4 306 ± 39 km/s, ce qui correspond à une distance de Hubble de 63,5 ± 4,5 Mpc (∼207 millions d'al).
La classe de luminosité de NGC 3146 est II et elle renferme des régions d'hydrogène ionisé.